# Apotistatus
Apotistatus là một chi bướm đêm thuộc họ Gelechiidae.